# Катарина Среботник
Катарина Среботник (на словенски: Katarina Srebotnik) е професионална тенисистка от Словения. Тя регистрира много успешни сезони в юношеските надпревари, организирани от Световната федерация по тенис. На 14-годишна възраст печели престижния турнир „Ориндж Боул“. През 1997 и 1998 г. завършва под номер 2 в Световната ранглиста за девойки.

## Професионална кариера
В професионалната си кариера тя има абсолютен рекорд от 22 спечелени титли в мачовете по двойки. Катарина Среботник дебютира с титла през 1998 г. на турнир в Хърватия. Последната и спечелена титла е от турнира „БНП Париба Оупън“ 2010 в Индиън Уелс, Калифорния, където тя и нейната партньорка чехкинята Квета Пешке побеждават Надя Петрова и австралийската тенисистка Саманта Стосър. В мачовете на смесени двойки, словенската тенисистка има три спечелени титли и пет загубени финални срещи, в повечето от които тя си партнира със сръбския тенисист Ненад Зимонич.
Първата си титла на сингъл, Катарина Среботник печели през 1999 г. на турнира „Ещорил Оупън“. във финалния мач тя надделява над представителката на Унгария — Рита Кути-Киш. Последната си самостоятелна титла печели в Стокхолм през 2005 г. срещу Анастасия Мискина.
През 2010 г., Катарина Среботник заедно със сръбския си партньор Ненад Зимонич печели шампионската титла на смесени двойки по време на „Откритото първенство на Франция“. Във финалния двубой Среботник и Зимонич надиграват състезаващата се за Казахстан Ярослава Шведова и австриеца Юлиан Кновле с резултат 4:6, 7:6, 11:9. На 28.08.2010 г. печели турнира на двойки в американския град Ню Хейвън. Във финалния мач, с чехкинята Квета Пешке побеждават американките Бетани Матек-Сандс и Мегън Шонеси със 7:5, 6:0.
През 2011 г. Катарина Среботник и Квета Пешке печелят няколко шампионски титли на двойки. Във финалната среща от турнира в новозеландския град Окланд, се налагат над София Арвидсон и Марина Еракович с резултат 6:3, 6:0. На 20.02.2011 г. на турнира „Катар Лейдис Оупън“, побеждават във финалния мач Надя Петрова и Лизел Хубер със 7:5, 6:7, 10:8. На 20.06.2011 г. Катарина Среботник и нейната традиционно утвърдена партньорка в мачовете по двойки печелят шампионската титла на двойки от турнира „Уимбълдън“. Във финалната среща, те преодоляват съпротивата на Сабине Лисицки и Саманта Стосър с резултат 6:3, 6:1.